# San Augustine (Texas)
San Augustine è una città degli Stati Uniti d'America, situata nello Stato del Texas, nella contea di San Augustine, della quale è anche il capoluogo.